# Jaime Cortesão
Jaime Zuzarte Cortesão, conosciuto come Jaime Cortesão (Cantanhede, 29 aprile 1884 – Lisbona, 14 agosto 1960), è stato uno scrittore, politico e storico portoghese.

## Biografia
Nato nel 1884 nella zona di Coimbra, Studiò a Porto, Coimbra e Lisbona, dove si laureò in Medicina nel 1910.
Come militare e medico, partecipò alla Prima Guerra Mondiale.
Repubblicano, democratico e massone, Jaime Cortesão fu cofondatore e membro attivo di due tra i movimenti culturali più importanti del Novecento portoghese: dal 1912 al 1921, fece parte della Renascença Portuguesa, cui organo ufficiale era la rivista A Águia, alla quale Cortesão collaborò; a partire dal 1921, fu tra i fondatori della rivista Seara Nova e dell'omonimo gruppo, assieme ad António Sérgio e Raul Proença, tutti e tre essendo fuoriusciti dalla Renascença Portuguesa a causa di divergenze con il leader di questo movimento, lo scrittore e pensatore Teixeira de Pascoaes.
Nel 1915, fu eletto come Deputato tra le file del Partito Democratico di Afonso Costa, politico dal quale Cortesão si allontanò nel 1917.
Dal 1919 al 1927, fu direttore della Biblioteca Nazionale del Portogallo, dove fece parte del gruppo d'intellettuali conosciuto come Gruppo della Biblioteca.
In generale, come intellettuale, Cortesão parte da una prospettiva idealista, contraria a ogni forma di determinismo, e simpatizza per ideali anarchici, libertari, altruisti e anticlericali.
Come poeta, ha incarnato le tendenze del Saudosismo, soprattutto con l'opera A Morte da Águia (La Morte dell'Aquila, 1910).
Come pensatore politico, è stato un convinto egualitarista e riformista, costantemente impegnato in un'infaticabile opera intellettuale e in un'azione pedagogica finalizzate alla democratizzazione effettiva della vita sociale e politica portoghese.
Contrario a ogni dittatura, fu attivista, cospiratore e deciso oppositore, sia nei confronti di Sidónio Pais, sia della Dittatura Militare, sia dell'Estado Novo, venendo più volte esiliato e arrestato nel contesto degli ultimi due regimi citati. Una parte del suo esilio si svolse in Brasile, dove fu docente universitario e continuò l'opera di storico, che aveva precedentemente iniziato e che produsse influenti studi sulla storia dei Descobrimentos.
Tornato nel 1957 in Portogallo, affiancò Humberto Delgado nel tentativo di rovesciare il regime di Salazar. Ciò gli costò l'arresto.
Morì nella capitale portoghese nel 1960 e ricevette, dopo la Rivoluzione dei Garofani del 1974, diverse onorificenze postume.

## Opere principali
- A Morte da Águia (1910)
- Os Factores Democráticos na Formação de Portugal (1964)
- O Humanismo Universalista dos Portugueses (1965)
- História dos Descobrimentos Portugueses (1978-1979)